# Гречихино (Волгоградська область)
Гречихино (рос. Гречихино) — село у Жирновському районі Волгоградської області Російської Федерації.
Населення становить 80  осіб. Входить до складу муніципального утворення Медведицьке сільське поселення.

## Історія
Село розташоване у межах українського історичного та культурного регіону Жовтий Клин.
Згідно із законом від 21 лютого 2005 року № 1009-ОД для населеного пункту було встановлено органом місцевого самоврядування Медведицьке сільське поселення.

## Населення
| 1767  | 1773  | 1788  | 1798  | 1816  | 1834  | 1850  |
| ----- | ----- | ----- | ----- | ----- | ----- | ----- |
| 376   | ↗431  | ↗622  | ↗762  | ↗1173 | ↗1989 | ↗2899 |
| 1859  | 1885  | 1897  | 1911  | 1920  | 1922  | 1923  |
| ↗3264 | ↘2044 | ↗2427 | ↘2291 | ↗2556 | ↗2559 | ↗2754 |
| 1926  | 1931  | 2010  |       |       |       |       |
| ↘2494 | ↘2138 | ↘80   |       |       |       |       |